# La Calera, Salvatierra
La Calera är en ort i Mexiko.   Den ligger i kommunen Salvatierra och delstaten Guanajuato, i den centrala delen av landet, 200 km nordväst om huvudstaden Mexico City. La Calera ligger 1 758 meter över havet och antalet invånare är 1 058.
Terrängen runt La Calera är platt åt sydost, men åt nordväst är den kuperad. Runt La Calera är det ganska tätbefolkat, med 70 invånare per kvadratkilometer. Närmaste större samhälle är Salvatierra, 10,5 km söder om La Calera. Trakten runt La Calera består till största delen av jordbruksmark.